# لوكاس دياز (لاعب كرة قدم مواليد 1997)
لوكاس دياز هو لاعب كرة قدم برازيلي، ولد في 6 مارس 1997. لعب مع بوهيميانز 1905 ونادي القيصومة السعودي.